# Acedo (Navarra)

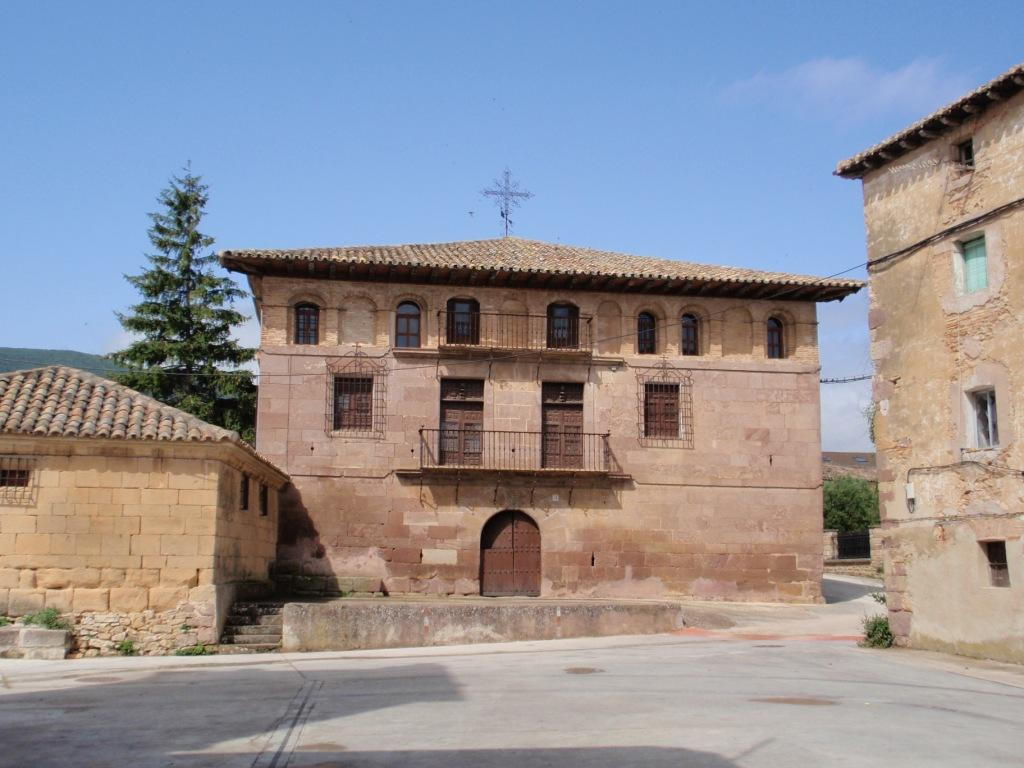
Palacio de cabo de armería, Acedo.

Acedo es un  concejo perteneciente al municipio de Mendaza en la Comunidad Foral de Navarra, situado en la Merindad de Estella, a 67 km de la capital de la comunidad, Pamplona. Limita con la provincia de Álava. Junto a Mendaza, Ubago y Asarta forman el Ayuntamiento de Mendaza.

## Toponimia
En la documentación escrita antigua aparece como Azedo. De significado dudoso, el nombre parece compuesto del sufijo romance -edo usado especialmente con nombres de plantas y árboles. De hecho Julio Caro Baroja piensa que hace referencia a un lugar poblado de arces: «Alcedo» (sic). Azedo. (1237, 1238, 1275, 1350, 1366 NEN); Açedo (1280, NEN).

## Geografía física

### Situación
Limita al N, con Galbarra,  al S, con Mendaza y Asarta, al E. con Ancín, al O. con Zúñiga y Santa Cruz de Campezo (Alava).
|                                               | Norte: Galbarra       |             |
| Oeste: Zúñiga y Santa Cruz de Campezo (Alava) |                       | Este: Ancin |
|                                               | Sur: Mendaza y Asarta |             |

Cruza el pueblo la Carretera del Ega NA-132-A, a la que se une la NA-129.

### Relieve e hidrografía
Se encuentra en el límite con Álava, a los pies de la peña de Arquijas, rodeado al oeste por las últimas laderas de la Sierra de Codés y atravesado por el arroyo  Rebelaz, que desemboca en el río Ega.

## Demografía
| Evolución demográfica | Evolución demográfica | Evolución demográfica | Evolución demográfica | Evolución demográfica | Evolución demográfica | Evolución demográfica | Evolución demográfica | Evolución demográfica | Evolución demográfica | Evolución demográfica | Evolución demográfica | Evolución demográfica |
| 2006                  | 2007                  | 2008                  | 2009                  | 2010                  | 2011                  | 2012                  | 2013                  | 2014                  | 2015                  | 2016                  | 2017                  | 2023                  |
| --------------------- | --------------------- | --------------------- | --------------------- | --------------------- | --------------------- | --------------------- | --------------------- | --------------------- | --------------------- | --------------------- | --------------------- | --------------------- |
| 152                   | 149                   | 145                   | 140                   | 158                   | 163                   | 155                   | 136                   | 132                   | 131                   | 124                   | 115                   | 130                   |

## Economía
Cuenta con un camping, una casa rural, una hípica, y negocios de explotación de la madera de los montes contiguos.
La concentración parcelaria en 1966 alcanzó a 296 Ha y 49 propietarios;  sus 848 parcelas quedaron reducidas a 118.A su paso por Acedo el río Ega, es aprovechado para realizar un salto hidroeléctrico por la Sociedad Berrueza, en 1924. Por el pueblo pasaba el tren Vasco-Navarro que unía Estella, con Vitoria, Oñate y Málzaga.

## Historia
En su término se encuentra la cueva de las Orcillas, donde se han encontrado vestigios de los últimos cazadores recolectores del Epipaleolítico.
Teobaldo I le otorgó la cualidad de pueblo realengo en 1237. Acedo y Nazar, junto a otros pueblos fue condenado por sentencia de la Cámara de Comptos y del Consejo en 1el 534, a pagar el quinto de los puercos que pastaban en los montes reales de Urbasa, Andía y Encía.En la documentación medieval aparece unida a efectos fiscales con los contiguos lugares de Asarta y Villamera.
Hasta entrar a formar parte del Ayuntamiento de Mendaza perteneció al Valle de La Berrueza.
Gabriel Azedo de La Berrueza, fue un poeta, escritor y juriconsulto, nacido en Jarandilla de la Vera (Cáceres) en el siglo XVII, autor del libro Amenidades, florestas y recreos de la provincia de la Vera... Gabriel tiene lazos de sangre con el dueño del Cabo de Armería de Acedo, D. Diego de Azedo y Albizu. Acedo se hermana con Jarandilla de la Vera el 6 de abril de 2019.
El despoblado de Granada de Ega perteneció al término de Acedo. Palacio, monte y lugar despoblado señorial en el valle de la Berrueza. Se vendieron en 1369 a Miguel Pérez de Ciriza. En 1408 el rey D. Carlos III lo donó a su chambelán Pedro Vélez de Guevara, señor de Oñate. En 1492 pertenecía a Tristán de Mauleón, señor de Rada, quien lo vendió con los lugares de Etayo y Oco, en el valle de Ega, y las pechas y jurisdicción a D. Fernando de Baquedano por 2.420 florines. De este Granada toman el título los duques de Granada de Ega.En 1887 tenía 5 habitantes, 5 en 1940, 12 en 1950, 14 en 1960.

## Arte
- Palacio cabo de armería, se trata de un gran edificio del siglo XVI, formado por dos cuerpos de sillería y ático de ladrillo, en el primero de los cuales se abre un gran portalón de medio punto, en el segundo remodelado en el siglo XVII, un balcón corrido con dos vanos, flanqueado por ventanas rectangulares con rejería de la época. En la fachada lateral se observan dos arquillos conopiales ciegos. En la clave del arco de entrada se esculpe un escudo cuartelado con cinco cuervos o tordos en el primero, en el segundo tres fajas, en el tercero cruz entrecreciente y en el cuarto banda terciada.[15] Los dueños de este Palacio han sido los Azedo. Martín Sánchez Azedo, natural de Acedo, dueño y originario de la torre y palacio en 1492. Los últimos Azedo dueños del Palacio han sido:  José María de Azedo y Atondo, nació el 6 de octubre de 1758,  María Pilar Azedo y Sarria,  nacida en Tolosa el 10 de marzo de 1784 y María Nieves Amalia Aguirre de Zuazo y Azedo, nacida en Vitoria el 8 de febrero de 1802, casada con José María Santiago Ezpeleta y Enrile.[16]
- Parroquia de Nuestra Señora de la Asunción, su construcción data del siglo XVI, si bien sufrió importantes transformaciones en el siglo XVII. Los exteriores forman un bloque de sillería bastante compacto. La torre de planta cuadrada se adosa al tramo del coro por el lado de la epístola. La pila bautismal de piedra pertenece al siglo XVI. El retablo de la Virgen del Rosario es de estilo barroco que puede fecharse hacia 1750.[17]